# فرناندو فيرارا
فرناندو فيرارا (بالإسبانية: Fernando Ferrara) هو لاعب هوكي الحقل أرجنتيني، ولد في 24 يوليو 1968.

## وصلات خارجية
- فرناندو فيرارا على موقع أوليمبيديا (الإنجليزية)